# 대한민국 형법 제93조
대한민국 형법 제93조는 여적죄에 관한 형법 각칙의 조문이다.

## 조문
제93조 【여적】 적국과 합세하여 대한민국에 항적한 자는 사형에 처한다.

## 해설
- 대한민국 형법 조문 중 유일하게 사형만 규정된 범죄이다.
- 여적죄의 미수범은 처벌하며 (→형법 제100조), 예비·음모, 선동·선전 행위 또한 처벌한다. (→형법 제101조)